# Sichelschwingen-Nachtschwalbe
Der Sichelschwingen-Nachtschwalbe (Eleothreptus anomalus, Syn.: Amblypterus anomalus, Hydropsalis anomala) ist eine Vogelart aus der Familie der Nachtschwalben, die im südöstlichen Brasilien, dem südöstlichen Paraguay, in Uruguay bis ins zentrale Argentinien vorkommt. Die Art gilt als monotypisch. Der Bestand wird von der IUCN als gefährdet (Vulnerable) eingeschätzt.

## Merkmale
Die Sichelschwingen-Nachtschwalbe erreicht bei einem Gewicht von ca. 47,7 Gramm eine Körperlänge von etwa 18 bis 22 cm. Es besteht ein Sexualdimorphismus. Der vordere Oberkopf, der Oberkopf und der Nacken der Männchen sind hell gräulich braun, wobei die mittleren Federn auffällig schwarzbraun gefleckt sind und gelbbraune Säume haben. Der Rücken ist hell gräulich braun und leicht dunkelbraun gefleckt. Der Bürzel und die Oberschwanzdecken sind hell gräulich braun, leicht dunkelbraun gefleckt und dünn braun gestreift. Die Schwanzfedern sind braun und breit gestreift mit zimtfarbenem Beige. Das mittleres Paar der Steuerfedern sind hell gräulich braun mit dünnen braun Sprenkeln und Streifen. Die äußere Schwanzfedern haben relativ breite ca. 10 mm schmale weißliche oder beige-weiße Spitzen. Die Schulterfedern sind hell gräulich braun mit schwarz braunen Zentren, breiter Basis und schmalen Spitzen. Deren Form sieht aus wie ein umgedrehter Weihnachtsbaum. Die hell gräulich braunen Randdecken sind braun gebändert, die Handschwingen zimtfarben mit hellbraunen Sprenkeln sowie mit ca. 4 mm schmalen weißliche Spitzen. Die Handschwingen sind zum Körper hin nach innen gebogen. Die innerste Armschwingenfeder ist am kürzesten, die benachbarten sind die länger. Die äußeren Armschwingenfedern sind an der Basis gelbbraun, was meist aber verdeckt ist, und haben ca. 10 mm breite weiße Spitzen. An den Außenfahnen sind die weißen Spitzen am ausgeprägtesten. Die Armschwingen sind zimtfarben, hellbraun gesprenkelt und haben eine ca. 4 mm weißliche Spitze. Die Schirmfedern sind hell gräulich braun mit auffälligen schwarzbraunen, sternförmigen Flecken markiert. Der Überaugenstreif wirkt undeutlich hell gräulich weiß und braun gestreift. Der Unterbartstrich ist gräulich weiß mit zimtfarbener Tönung. Das Kinn ist gelbbräunlich weiß mit braunen Bändern. Die Kehle ist braun, mit einem Hauch von Zimtfarbe sowie braun gebändert und von hellbraunen Streifen durchzogen. Der untere Bereich der Kehle sowie die Oberbrust sind braun, auffällig gefleckt und mit hellbraunen Streifen durchzogen. Der Bauch und Flanken sind hell gelbbraun mit braunen Streifen, die Unterschwanzdecken hell gelbbraun. Das Weibchen wirkt brauner als das Männchen und hat nicht die veränderte Form der Armschwingen. Die Armschwingen haben cremeweiße Spitzen. Die längste Armschwingenfeder ist die Zweitäußerste. Die Handschwingen haben sehr schmale cremeweiße Spitzen. Die Schwanzfedern haben ca. 5 mm schmale cremefarbene Spitzen und braunen Sprenkel. Bei beiden Geschlechtern ist die Iris dunkelbraun, der Schnabel bräunlich oder schwarz und die Beine bzw. die Zehen bräunlich. Jungtiere ähneln erwachsenen Weibchen, jedoch ist die Oberseite zimtfarben getönt, insbesondere an den Flügeldecken, und mit weißen Flecken oder Sprenkeln versehen.

## Lautäußerungen
Der Ruf der Sichelschwingen-Nachtschwalbe wurde als eine Serie von leisen Tship-, Tschup- oder Tschut-Tönen beschrieben, die mit einer Geschwindigkeit von etwa 8 Tönen pro Sekunde wiederholt werden. Dies geschieht jeweils zwei bis drei Minuten lang. Auch von einigen zwitschernden, zirpenden Geräuschen, die man als Gesang interpretieren kann, wird berichtet. Ebenso werden die Laute als leises, einzelnes Ticken beschrieben. Zu den Flugrufen gehören ein raues, nasales gsi gsi oder ein einfaches tik durch das Weibchen. Wenn das Männchen sein Revier patrouilliert, erzeugt es deutlich hörbare Flügelschlaggeräusche. Auch während der Balzflüge erzeugt das Männchen gelegentlich dumpfe Schlaggeräusche mit den Flügeln.

## Fortpflanzung
Die Männliche Sichelschwingen-Nachtschwalbe vollführt einen Balzflug, bei dem sie tief, ca. 0,8 bis 1,2 Meter über dem Boden, fliegt und gleitet und dabei gelegentlich dumpfe, dröhnende tuktuktuk-Laute von sich gibt. Ansonsten ist wenig über die Brutbiologie der Sichelschwingen-Nachtschwalbe bekannt. Aus Brasilien wird von Eiern im November berichtet und gerade geschlüpften Küken im Dezember. Vergrößerte Gonaden bei untersuchten Exemplaren wurde von August bis Oktober festgestellt. Wahrscheinlich baut sie kein Nest und legt die Eier direkt auf dem Boden. Die Eier sind pink gelbbraun oder hell gelbbraun und mit braunen und grauen Flecken und Kritzeleien übersät. Die Größe des Eies ist 23,2 bis 31,4 mm × 18,2 bis 22,8 mm.

## Verhalten und Ernährung
Die Sichelschwingen-Nachtschwalbe ist dämmerungs- und nachtaktiv. Insekten fängt sie mit Sprüngen vom Boden und möglicherweise im niedrigen, kontinuierlichen Flügen über offene Flächen. Oft setzt sie sich nachts oft auf Straßen und Wege oder auf niedrigen Ästen, Büschen oder Drahtzäunen nieder. Sie nistet auf dem Boden auf kleinen Erdflächen oder in Vertiefungen, oft zwischen Büscheln mit kurzer Vegetation. Sie erhebt sich mit schnellen Flügelschlägen in die Luft, fliegt aber ansonsten mit langsamen, flatternden Flügelschlägen und gleitet, wodurch fast der Eindruck eines verletzten Vogels entsteht.

## Verbreitung und Lebensraum

Verbreitungsgebiet (grün) der Sichelschwingen-Nachtschwalbe

Der Lebensraum der Sichelschwingen-Nachtschwalbe ist in der Literatur umstritten. Frühe Berichte deuteten darauf hin, dass diese Nachtschwalbe die Ränder von Sümpfen besiedelte und dass sie weiterhin in oder in der Nähe von Sümpfen angetroffen wird. Andere Beobachter haben diese Nachtschwalbe jedoch in trockeneren Hochlandhabitaten wie Galeriewäldern, Chaco-Waldland und trockenen Graslandschaften beobachtet. Letztere Autoren vermuten, dass die Berichte zu den Sumpfgebieten falsch sind, da es in der Nähe der genannten Gebiete zwar Sumpfgebiete gibt, aber diese nicht zum Lebensraum der Sichelschwingen-Nachtschwalbe gehören.

## Etymologie und Forschungsgeschichte
Die Erstbeschreibung der Weißflügel-Nachtschwalbe erfolgte 1838 durch John Gould unter dem wissenschaftlichen Namen Amblypterus anomalus. Als Verbreitungsgebiet nahm John Edward Gray, der im gleichen Sitzung wie Gould anwesend war, Demerara oder Brasilien an. Das Typusexemplar stammte aus dem Natural History Museum. 1840 führte George Robert Gray die neue Gattung Eleothreptus für die Sichelschwingen-Nachtschwalbe ein. Der Begriff Eleothreptus ist in Wortgebilde aus altgriechisch ἑλος, ἑλεος helos, heleos, deutsch ‚Sumpf‘ und altgriechisch τρεφω trephō, deutsch ‚ernähren‘. Der Artname anomalus hat seinen Ursprung in lateinisch anomalus ‚anomal, unregelmäßig, von der Regel abweichend‘. Alfred Laubmann hatte für sein Werk Die Vögel von Paraguay keinen Balg zur Verfügung. Außer ein von Alfredo Borelli (1858–1943) in der Colonia Risso am Río Apa gesammelten Exemplar, das von Tommaso Salvadori beschrieben wurde, sah er in der Literatur keinen weiteren Nachweis für Paraguay.